# Jules Onana
Jules Denis Onana (* 12. června 1964) je bývalý kamerunský fotbalový obránce, který se zúčastnil MS 1990. Po ukončení fotbalové kariéry v roce 2005 se dal na dráhu fotbalového agenta. Zastupuje některé africké hráče v Asii, např. nigerijského Agu Casmira a kamerunského Pierra Njanku.

## Rodina
Jeho bratrem je Elie Onana, bývalý kamerunský obránce / záložník, jenž reprezentoval svou vlast na MS 1982 ve Španělsku.

## Klubová kariéra
Jules Onana působil v domácím klubu Canon Yaoundé, poté hrál v Asii, např. za indonéské kluby Persma Manado, Pelita Jaya FC a Pelita Krakatau Steel Cilegon.

## Reprezentační kariéra
Na Mistrovství světa ve fotbale 1990 v Itálii odehrál 3 zápasy (z celkových pěti, které na turnaji Kamerun absolvoval), gól nevstřelil.
V prvním zápase základní skupiny B proti Argentině (výhra Kamerunu 1:0) nenastoupil, druhý zápas proti Rumunsku odehrál celý (výhra Kamerunu 2:1) a ve 20. minutě dostal žlutou kartu. Závěrečný zápas základní skupiny proti SSSR odehrál rovněž celý a musel se smířit s prohrou 0:4.
V osmifinále nastoupil v kamerunském dresu proti Kolumbii (Kamerun vyhrál 2:1 po prodloužení, Onana hrál až do konce duelu) a dostal opět žlutou kartu. V posledním utkání Kamerunu na světovém šampionátu 1990 ve čtvrtfinále proti Anglii nenastoupil, jeho tým prohrál 2:3 v prodloužení a s turnajem se rozloučil.